# El padrino II
The Godfather Part II (titulada El padrino: Parte II en España, México y Uruguay, y El padrino II en el resto de Hispanoamérica) es una película estadounidense de drama criminal y gánsteres de 1974, producida y dirigida por Francis Ford Coppola a partir del guion coescrito con Mario Puzo, protagonizada por Al Pacino, Robert Duvall, Diane Keaton, Robert De Niro, Talia Shire, Morgana King, John Cazale, Mariana Hill y Lee Strasberg. Es la segunda entrega de la trilogía de El padrino. Parcialmente basada en la novela El padrino de 1969 de Puzo, la película sirve como secuela y precuela de El padrino, presentando dramas paralelos: uno retoma la historia de 1958 de Michael Corleone (Pacino), el nuevo Don de la familia Corleone, que protege los negocios familiares a raíz de un atentado contra su vida; la precuela cubre el viaje de su padre, Vito Corleone (De Niro), desde su infancia en Sicilia hasta la fundación de su empresa familiar en la ciudad de Nueva York.
Tras el éxito de la primera parte, Paramount Pictures comenzó a desarrollar una continuación de la película, con gran parte del mismo elenco y equipo. Coppola, a quien se le dio más control creativo sobre la película, quería hacer una secuela y una precuela de la película que contara la historia del ascenso de Vito y la caída de Michael. La filmación comenzó en octubre de 1973 y concluyó en junio de 1974. El padrino II se estrenó en la ciudad de Nueva York el 12 de diciembre de 1974 y en los Estados Unidos el 20 de diciembre de 1974, recibiendo críticas divididas, aunque su prestigio mejoró rápidamente y pronto se convirtió en objeto de una revaluación por parte de la crítica. Recaudó 48 millones de dólares en los Estados Unidos y Canadá y alrededor de 93 millones en todo el mundo con un presupuesto de 13 millones. La película fue nominada a once premios en la 47.ª edición de los Premios Óscar y se convirtió en la primera secuela en ganar como mejor película. Además se llevó los Oscar a mejor director para Coppola, mejor actor de reparto para De Niro y mejor guion adaptado para Coppola y Puzo. Pacino ganó el premio BAFTA al mejor actor y fue candidato al Óscar al mejor actor.
Al igual que su predecesora, la segunda parte sigue siendo una película muy influyente, especialmente en el género de gánsteres, y se considera una de las mejores películas de todos los tiempos. En 1997, el American Film Institute la clasificó como la 32.ª mejor película en la historia del cine estadounidense y retuvo esta posición diez años después. Fue seleccionada para su conservación en el Registro Nacional de Cine de la Biblioteca del Congreso de Estados Unidos en 1993, considerada «cultural, histórica o estéticamente significativa». El padrino III, la última entrega de la trilogía, se estrenó en 1990.

## Argumento
El padrino II presenta dos historias paralelas. Una de ellas involucra al jefe de la mafia Michael Corleone desde 1958 hasta 1959. La otra es una serie de analepsis siguiendo a su padre, Vito Corleone, desde su infancia en Sicilia (1901) hasta la fundación de la familia Corleone en Nueva York:
En la localidad de Corleone, Sicilia, en 1901, el padre de Vito Andolini (nombre de nacimiento de Vito Corleone), Antonio, y su hermano Paolo son asesinados por orden del jefe mafioso local, Don Ciccio. La madre de Vito va a ver a Don Ciccio para rogarle que deje vivir al joven Vito. Cuando él se niega alegando que el pequeño Vito crecerá, se hará hombre y lo vendrá a matar vengando la muerte de su padre y su hermano, ella lo amenaza con un cuchillo en la garganta, sacrificándose para permitir escapar a Vito, mientras hombres armados de Ciccio la matan de un escopetazo. Con la ayuda de algunos habitantes del pueblo, Vito viaja en barco a Nueva York. Al llegar, iba a ser registrado como Vito Andolini, pero un oficial le registra como «Vito Corleone» (por su lugar de origen) y lo pone en cuarentena por la viruela.
En 1958, Michael Corleone está lidiando con varios negocios y problemas familiares en su casa en Lago Tahoe, Nevada durante una fiesta celebrando la primera comunión de su hijo Anthony. Michael tiene una reunión con el senador de Nevada, Pat Geary, quien desprecia a los Corleone. Geary es consciente de que Michael quiere ganarse el control de otro casino en Las Vegas y demanda un alto precio y un soborno por una nueva licencia de juego mientras insulta a los Corleone y a los italianos en general. Michael da fríamente su contraoferta: nada.
Michael tiene un encuentro con Johnny Ola, la mano derecha del gánster judío Hyman Roth, antiguo socio de su padre, quien dice que Roth no se opondrá a que Michael se haga con otro casino en Las Vegas y lo invita a hacer un negocio juntos en Cuba. También Michael se enfrenta a su hermana Connie, quien recientemente viuda, intenta casarse con otro hombre, al que Michael desaprueba por ser un oportunista. Su hermano mayor, Fredo, tiene problemas para mantener bajo control a su esposa alcohólica, Deanna Dunn; los hombres de Michael se la llevan fuera de la fiesta. Finalmente Michael, para mantener una buena relación de negocios con Roth, tiene una charla con un borracho caporegime Frank Pentangeli, quien se hizo cargo del viejo territorio Corleone en Nueva York después de la muerte de Peter Clemenza. Se niega a permitir que Pentangeli mate a los hermanos Rosato en su territorio de Nueva York, quienes, respaldados por Roth desde Miami, se quieren entrometer y apoderarse en el territorio de Pentangeli.
Después, esa noche, se produce un intento de asesinato contra Michael, disparando balazos en su dormitorio donde él se encontraba con su esposa Kay y sus hijos. Michael le cuenta al Consigliere de la familia, Tom Hagen, que el golpe fue hecho con la ayuda de alguien cercano a la familia, en el interior de la casa y va a investigar quién fue. Michael insiste en que debe irse y confía en Hagen, a quien Michael había excluido de las negociaciones con Roth y Pentangeli, para que proteja a su familia. Como Michael supuso, los asesinos son encontrados muertos en el lago.
En 1917 Vito Corleone, ahora casado con Carmela y padre de Santino, trabaja en una tienda de comestibles en Nueva York, propiedad del padre de su amigo, Genco Abbandando, quien cuidó de él cuando llegó a Estados Unidos. El vecindario es controlado por la «Mano Negra», liderada supuestamente por Don Fanucci, quien extorsiona a los comerciantes para «protección», pero en realidad cobrándoles dinero a cambio de no hacerles daño. El señor Abbandando es forzado a despedir a Vito y darle su puesto al sobrino de Fanucci. Una noche el vecino de Vito, Peter Clemenza, le pide esconder una bolsa con armas por él. Después le devolvería el favor, llevándolo a una casa lujosa y cometiendo un delito juntos, robando una costosa alfombra.
Michael se encuentra con Roth en su hogar en Miami para una reunión de negocios y le dice que cree que Pentangeli fue el responsable del intento de asesinato en su contra y pregunta si está conforme con matarlo, para evitar una guerra entre familias. Cuando va a la casa de Pentangeli en Nueva York, Michael le dice que en realidad Roth fue el responsable y que quiere hacer un trato con él sobre un negocio en Cuba, pero necesita que Pentangeli coopere con los hermanos Rosato para que Roth baje la guardia, se sienta confiado y confíe en su amistad. Cuando Pentangeli va a ver a los Rosato en una cafetería italiana, sus hombres intentan matarlo diciendo que fueron enviados por Michael. Sin embargo son interrumpidos por un policía. Se desata un tiroteo afuera del restaurante donde se iba a llevar a cabo el trato, entre los hombres de Rosato y la policía, durante el cual Willi Cicci, quien iba a proteger a Pentangeli, es herido y posteriormente arrestado, mientras que los hombres de Rosato escapan del lugar.
En otra parte, Tom visita uno de los burdeles, propiedad de los Corleone, donde el senador Geary es encontrado en una habitación con una prostituta muerta. Geary argumenta que no recuerda lo que pasó y Hagen dice que cubrirá la muerte como una muestra de la «amistad» entre los Corleone y el senador, él debe decir que esa noche estaba con el Don Corleone en su casa como invitado. Después de esto, Michael se encuentra con Roth en La Habana, Cuba, al mismo tiempo que el presidente Fulgencio Batista solicita inversiones norteamericanas y las guerrillas están tratando de derrocarlo. Roth celebra su cumpleaños con empresarios amigos; Michael le revela que duda en realizar una inversión después de que son testigos en la calle cuando conducen y esperan en una redada, de que un rebelde asesina a varios policías con una bomba, convenciéndolo de que Fidel Castro es capaz de derrocar al gobierno. Roth solicita a Michael, de manera privada, su inversión nuevamente.
Fredo llega a La Habana, trayendo consigo el dinero que Don Corleone le prometió a Roth; Michael le confiesa que Roth trató de asesinarlo y que planea intentarlo de nuevo. Michael le asegura a Fredo que está listo para hacer su movimiento y que Roth estará muerto antes de que termine la noche. En lugar de entregar el dinero, Michael le pregunta a Roth quién dio la orden para matar a Pentangeli en Nueva York. Roth evita la pregunta aludiendo el asesinato de un viejo aliado y amigo, Moe Greene —que Michael había orquestado— diciendo: «yo no pregunté quién dio la orden, ya que no tenía nada que ver con los negocios», Michael descubre que ellos atentaron contra Pentangeli y finalmente acuerdan que al siguiente día, en el amanecer en su habitación del hotel, le entregará el dinero para poner juntos un casino en Cuba.
Michael le pide a Fredo, que lleve a Geary y a otros oficiales, guardaespaldas y empresarios americanos a ver un buen espectáculo, durante el cual Fredo finge no conocer a Johnny Ola, la mano derecha de Roth. Después en esa noche, un Fredo borracho en un teatro de espectáculos nocturnos, comenta al senador Geary que conoció el lugar gracias a Johnny Ola, contradiciendo al estar borracho, lo que le repitió a Michael antes, de no conocer a Johnny Ola. Entonces Michael, observando el espectáculo en la fila de atrás, se da cuenta de que su propio hermano es el traidor en la familia y manda a su guardaespaldas Amerigo Bussetta para matar a Roth en el hotel. Johnny Ola es estrangulado con una percha de madera, pero Roth, cuya salud empeoraba, en forma sorpresiva es llevado a un hospital antes de que pueda ser asesinado. Bussetta lo sigue, pero es tiroteado y muerto por la policía cuando trataba de ahogar a Roth con una almohada, al ser aparentemente alertados por Fredo en Cuba.
En la fiesta de vísperas de fin de año del presidente Batista, en la medianoche, Michael le agarra fuertemente la cabeza a Fredo y le da un beso en los labios, diciéndole «Sé que fuiste tú, Fredo. Me rompiste el corazón». Batista anuncia que dejará el cargo debido al avance de los rebeldes y los invitados huyen cuando los guerrilleros de Castro entran en la ciudad y la población comienza a celebrarlo. Michael le pide a su hermano que vaya con él para salir del país, pero Fredo huye aterrorizado.
Michael regresa a Las Vegas con el dinero de la inversión en Cuba, donde Hagen le dice que Roth escapó de Cuba después de sufrir un derrame cerebral y se recupera en Miami. Hagen también informa a Michael de que Kay tuvo un aborto mientras él estaba ausente y esto molesta mucho a Michael, agobiado por lo que ha pasado en Cuba.
En Nueva York, en 1920, Don Fanucci se ha dado cuenta de la amistad entre Vito Corleone, Pete Clemenza y Sal Tessio. Se mete en el coche de Vito y le dice que él sabe que el trío recientemente ha cometido un robo. Él exige que ellos le den una parte o de lo contrario enviaría a la policía a su casa. Clemenza y Tessio se comprometen a pagar, pero Vito —convencido de que Fanucci no es más que un soplón de la policía— pide a sus amigos que le permitan convencer a éste para que acepte menos dinero, diciéndoles: «voy a hacerle una oferta que no podrá rechazar». Vito logra que Fanucci acepte solo la mitad de lo que él había exigido. Inmediatamente después —tras haber logrado engañar a Fanucci, ganándose su respeto y una oferta de empleo—, Vito mata a Fanucci con tres balazos en una escalera oscura frente al apartamento de Fanucci durante una fiesta en el barrio, y se escapa por los tejados; así logra liberar a todos de este mafioso ladrón que les sacaba dinero a cambio de no matarlos. Más tarde, en las escaleras de su edificio, Vito se sienta con su familia, acunando al recién nacido Michael en sus brazos. Tras haber matado a Don Fanucci, Vito se gana el respeto y la eterna deuda de los comerciantes de la zona, quienes a partir de ese momento no le cobran las compras.
Michael regresa a su casa en Lake Tahoe, pero no entra en la habitación en la que está su esposa. En su lugar le pide consejo a su madre. En Washington D. C., un comité del Senado, del cual Geary es miembro, está llevando a cabo una investigación sobre la familia Corleone. Interrogan descontentos al «soldado» Willi Cicci, pero no puede implicar a Michael porque él nunca recibió ninguna orden directa de él.
En Nueva York, a principios de 1920, Vito se ha convertido en una figura respetada en su comunidad. Él intercede con un propietario de apartamentos que quiere desalojar a una viuda y su perro, de cuyos ladridos los vecinos se han quejado. Vito le ofrece dinero extra al propietario para que ella se quede y le menciona que es conocido por ser un hombre que sabe retribuir favores. Pero el propietario se enoja cuando la demanda de Vito es también que la viuda se quede con el perro. Pocos días después, al enterarse de la fama de Vito, el hombre se muestra «conmovido» ante su extremada generosidad para con la viuda y le anuncia que la viuda puede permanecer, junto con su perro y con un alquiler reducido.
Cuando Michael se presenta ante el comité del senado, Geary hace un anuncio general de apoyo a los italoestadounidenses y luego se excusa de las actuaciones en el juicio, respetando su amistad con Don Corleone y el acuerdo entre ellos, por la mujer que amanece muerta en un centro de diversión nocturna de la élite, administrado por la familia Corleone. Michael hace una declaración y desafía al comité para que presente un testigo que corrobore las acusaciones contra él. Terminada la audiencia, el presidente promete un testigo que va a hacer exactamente eso, que resulta ser Pentangeli. Michael y Hagen observan que la estrategia de Roth para destruir a Michael está bien planificada. Fredo es encontrado y persuadido de regresar a Nevada, y en una reunión privada, explica su traición a Michael: él estaba molesto porque, siendo el hermano mayor, no se le ha tenido nunca en cuenta, y ayudó a Roth, pensando que habría algo para él y se podía convertir en el jefe de la familia. Él jura que no sabía que Roth quería matar a Michael. También le dice a Michael que el abogado jefe de la Comisión del Senado está en la nómina de Roth, sobornado para destruirlo. 
Michael entonces reniega de Fredo y privadamente instruye al guardaespaldas, Al Neri, para que nada le suceda a Fredo mientras su madre siga viva; la implicación es que Fredo será asesinado una vez que ella muera y Fredo debe vivir en la casa del lago. Pentangeli ha llegado a un acuerdo con el FBI para declarar en contra de Michael, creyendo que él fue quien organizó el atentado contra su vida en Nueva York. Se le considera poco creíble, ya que como caporegime no hay aislamiento entre Michael y él mismo. En la audiencia en la que Pentangeli va a dar su testimonio, Michael llega acompañado por Vincenzo, el hermano de Pentangeli, traído de Sicilia en forma urgente. Al ver a su hermano molesto, Pentangeli siente miedo y se retracta de todas sus declaraciones anteriores, diciendo que él dirige su propia familia en Nueva York, con lo que descarrila el caso del gobierno y no pueden seguir adelante. La audiencia termina en un escándalo con Tom Hagen, actuando como abogado de Michael, airadamente exigiendo una disculpa.
Después, en una habitación del hotel, Kay le dice a Michael que ella lo va a dejar y que se llevará a sus hijos con ella. Michael en un primer momento trata de calmarla, pero cuando ella le revela que su aborto era en realidad voluntario para evitar traer otro hijo en la familia criminal de Michael, Michael estalla en cólera, le da una bofetada y le da a entender que no permitirá que ella se lleve a sus hijos.
En 1925, Vito Corleone visita Sicilia por primera vez desde que salió de Italia y llegó a Estados Unidos, ahora acompañado de sus cuatro hijos. Se presenta ante el anciano asesino de sus padres, don Ciccio, acompañado por Don Tommasino —quien le ayudó a escapar a Estados Unidos— como el hombre que importa aceite de oliva a los Estados Unidos, y que quiere su bendición. Cuando Ciccio pregunta a Vito quién era su padre, Vito dice: «Mi padre era Antonio Andolini, y esto es para ti!». A continuación, Vito clava un puñal al anciano y le hace un largo, curvo y profundo tajo en su prominente barriga, matándolo. En el tiroteo resultante, Tommasino es gravemente herido, quedando paralizado.
La viuda de Vito Corleone fallece y toda la familia Corleone se reúne en el funeral. Michael sigue rechazando a Fredo, pero cede cuando Connie le implora para que perdone a su hermano. Michael y Fredo se abrazan, pero cuando lo hacen, Michael intercambia miradas con Al Neri, dándole a entender que ya puede matarlo y debe seguir adelante con el plan. También utiliza a su hijo para ese propósito.
Michael, Hagen, Neri y Rocco Lampone discuten qué hacer con Roth, quien sin éxito ha estado en busca de asilo en varios países, y se le negó incluso la entrada a Israel como judío. Michael rechaza el consejo de Hagen de que la posición de la familia Corleone es segura y que el asesinato de Roth y de los hermanos Rosato es un riesgo innecesario. Más tarde, Hagen visita a Pentangeli en la base militar. Pentangeli, muy triste por lo sucedido y no entender quién quería matarlo, aficionado a la Historia, discute con Hagen sobre cómo las familias en el mundo moderno, se organizaron como las legiones romanas. Hagen le sugiere que si él se suicidara, como lo hacían los romanos tras un complot fallido contra el emperador, su familia sería perdonada y hasta cuidada en su ausencia.
Con la ayuda de Connie, Kay visita a sus hijos, pero se queda demasiado tiempo y es sorprendida por Michael en el umbral de la casa. Este le cierra suave, pero significativamente la puerta en la cara.
La película alcanza su clímax en los asesinatos:
- Cuando llega a Miami para ser puesto en custodia, Hyman Roth recibe un disparo en el estómago de parte de Rocco Lampone, quien a su vez es inmediatamente asesinado a tiros por agentes del FBI.
- Frank Pentangeli es encontrado muerto en su bañera llena de sangre, habiéndose cortado las muñecas.
- Por último, mientras Neri y Fredo, pescan en el lago Tahoe y este último reza un Ave María para atrapar un pez, Neri le dispara en la cabeza, todo esto es observado por Michael desde su casa.

Las tres últimas escenas que tienen lugar son las siguientes:
En una escena retrospectiva en diciembre de 1941, la familia Corleone está preparando una fiesta sorpresa por el cumpleaños de Vito. Sonny presenta a su hermana Connie y a su amigo Carlo Rizzi, quienes se enamorarán y se casarán en el futuro. Tessio llega con la tarta, y todos hablan sobre el ataque a Pearl Harbor por parte de los japoneses (que casualmente fue el día del cumpleaños de Vito). Michael sorprende a todo el mundo al anunciar que ha abandonado la Universidad y se ha alistado como voluntario, en los Marines de Estados Unidos. Irónicamente, Fredo es el único que apoya la decisión de su hermano. Sonny furioso trata de golpear a Michael y ridiculiza su elección, mientras Tom Hagen menciona que su padre tiene grandes expectativas para él, además del esfuerzo que Vito había hecho para que Michael no tuviera que ingresar a las fuerzas armadas de Estados Unidos. Cuando llega Vito (fuera de la pantalla), todos, excepto Michael, salen a saludarlo.
En 1925, Vito y su joven familia abordan el tren para dejar Corleone.
La película termina con Michael a solas en el complejo de Lake Tahoe, meditando sobre todos los sucesos acontecidos.

## Reparto
- Al Pacino: Michael Corleone
- Diane Keaton: Kay Corleone
- Robert Duvall: Tom Hagen
- Talia Shire: Connie Corleone
- John Cazale: Fredo Corleone
- Lee Strasberg: Hyman Roth
- Robert De Niro: Vito Corleone
- Michael V. Gazzo: Frank Pentangeli
- G.D. Spradlin: Senador Pat Geary
- Richard Bright: Al Neri
- Gastone Moschin: Don Fanucci
- Tom Rosqui: Rocco Lampone
- Bruno Kirby: Peter Clemenza
- Frank Sivero: Genco Abbandando
- Francesca De Sapio: Carmela Corleone
- Morgana King: Carmela Corleone
- Mariana Hill: Deanna Corleone
- Leopoldo Trieste: Roberto
- Dominic Chianese: Johnny Ola
- Amerigo Tot: Guardaespaldas de Michael
- Troy Donahue: Merle Johnson
- John Aprea: Salvatore Tessio
- Joe Spinell: Willi Cicci
- James Caan: Sonny Corleone
- Gianni Russo: Carlo Rizzi
- Abe Vigoda: Salvatore Tessio
- Harry Dean Stanton: Agente del F.B.I.
- Danny Aiello: Tony Rosato
- Carmine Caridi: Carmine Rosato
- Oreste Baldini: Joven Vito Corleone

## Producción

### Desarrollo
Puzo comenzó a escribir un guion para una secuela en diciembre de 1971, incluso antes de que se estrenara la primera parte de El padrino; su título inicial era The Death of Michael Corleone. La idea de Coppola para la secuela sería «yuxtaponer el ascenso de la familia bajo Vito Corleone con el declive de la familia bajo su hijo Michael... Siempre había querido escribir un guion que contara la historia de un padre y un hijo en la misma edad. Ambos tenían treinta y tantos años y yo integraría las dos historias... Para no volver a hacer El padrino I simplemente, le di a El padrino II esta doble estructura al extender la historia tanto en el pasado como en el presente». Coppola originalmente quería que Martin Scorsese dirigiera la película, pero Paramount se negó. Coppola también, en el comentario del director sobre El padrino II, mencionó que las escenas que representan el interrogatorio del comité del Senado a Michael Corleone y Frank Pentangeli se basan en las audiencias federales de Joseph Valachi y que Pentangeli es una figura similar a la de Valachi.
El presupuesto original de la película era de seis millones de dólares, pero los costos aumentaron a más de once millones; en una reseña de Variety se afirmó que superó los quince millones.

### Casting

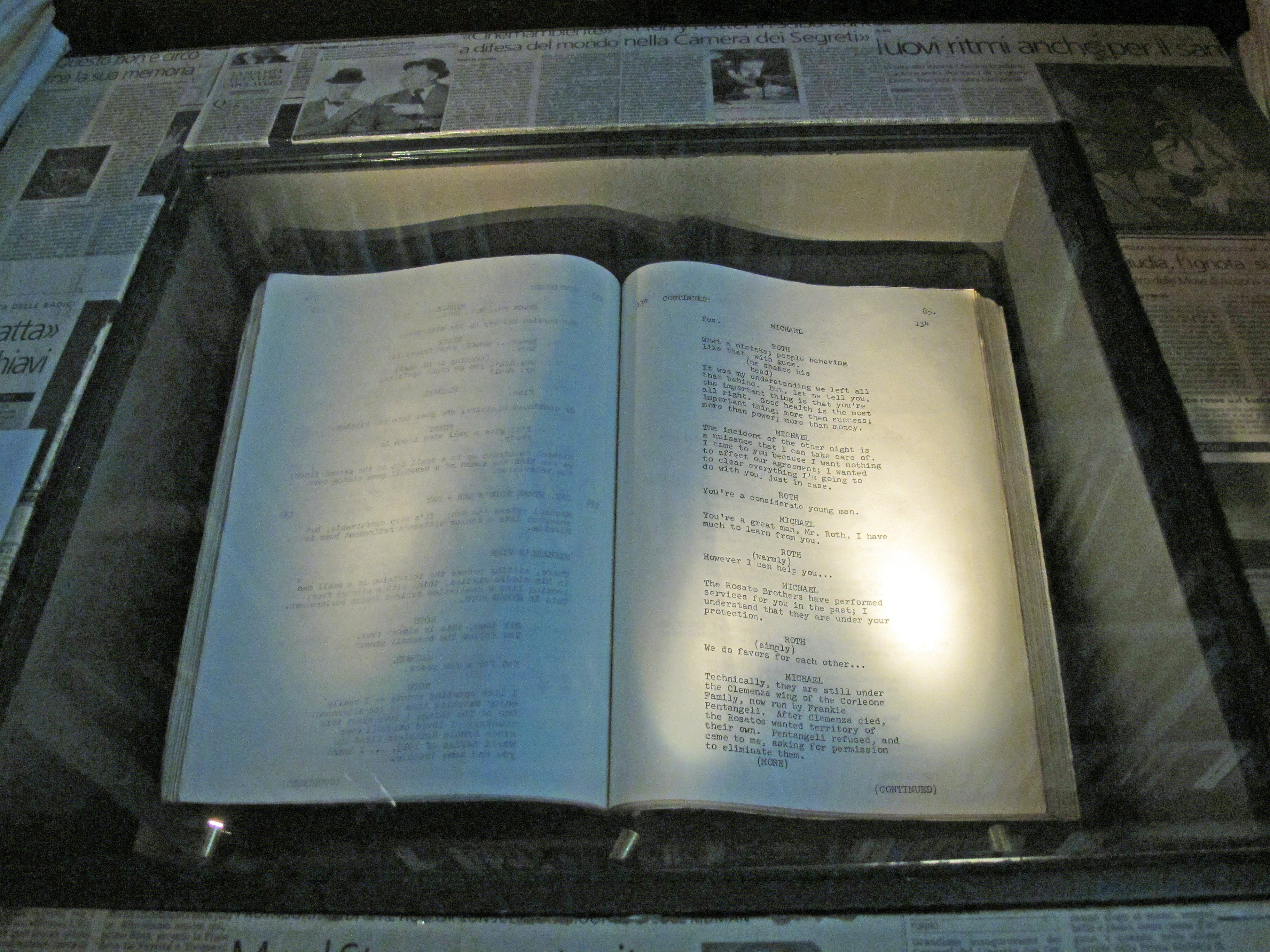
El mecanoscrito del guion, conservado en el Museo Nacional del Cine de Turín.

Varios actores de la primera película no regresaron para la secuela. En un principio, Marlon Brando accedió a regresar para la escena del flashback del cumpleaños, pero el actor, sintiéndose maltratado por la junta directiva de Paramount Pictures, no se presentó para el rodaje el único día que debía hacerlo. Coppola reescribió la escena ese mismo día. Richard S. Castellano, quien interpretó a Peter Clemenza en la primera película, también se negó a regresar, ya que él y los productores no pudieron llegar a un acuerdo sobre su pedido de que se le permitiera escribir el diálogo de su personaje, aunque esta afirmación fue cuestionada por la viuda de Castellano en una carta de 1991 a la revista People. La parte de la trama originalmente destinada a Clemenza fue ocupada por el personaje de Frank Pentangeli, interpretado por Michael V. Gazzo.
Coppola le ofreció un papel en la película a James Cagney, pero se negó. James Caan accedió a repetir el papel de Sonny en la secuencia del flashback, exigiendo que se le pagara por esa única escena la misma cantidad que recibió por la película anterior. Entre los actores que interpretan a los senadores en el comité de audiencia se encuentran el productor y director de cine Roger Corman, el escritor y productor William Bowers, el productor Phil Feldman y el actor Peter Donat.

### Filmación
El padrino II se rodó entre el 1 de octubre de 1973 y el 19 de junio de 1974. Las escenas que transcurrían en Cuba se rodaron en Santo Domingo, República Dominicana. Charles Bluhdorn, cuyo conglomerado Gulf+Western era propietario de Paramount, estaba convencido de que la República Dominicana se convertiría en un sitio para hacer películas. Forza d'Agrò fue la ciudad siciliana que apareció en la película.
A diferencia de la primera película, a Coppola se le dio un control casi total sobre la producción. El director declaró que esto dio como resultado un rodaje que transcurrió sin problemas a pesar de las múltiples ubicaciones y dos narraciones paralelas dentro de la película.
La producción casi se detiene antes del comienzo cuando los abogados de Pacino le dijeron a Coppola que el actor tenía serias dudas con respecto al guion y que no iba a formar parte. Coppola pasó una noche entera reescribiéndolo antes de dárselo a Pacino para su revisión. Pacino lo aprobó y la producción siguió adelante.
En el comentario del director de la edición de la película en DVD editada en 2002, Coppola analiza su decisión de hacer de esta la primera película estadounidense importante en usar «Parte II» en su título. Paramount inicialmente se opuso porque creía que el público no estaría interesado en una adición a una historia que ya había visto. Pero el director se impuso y el éxito de la película dio comienzo a la práctica común de las secuelas numeradas.
Solo tres semanas antes del estreno, los críticos de cine y los periodistas percibian la segunda parte como un desastre. El cruce entre las historias paralelas de Vito y Michael se consideraba demasiado frecuente, lo que no permitía suficiente tiempo para que el público se familiarizase. Coppola y los editores regresaron a la sala de montaje para cambiar la estructura narrativa de la película, pero no pudieron completar el trabajo a tiempo, dejando las escenas finales mal sincronizadas en la apertura.
Fue la última gran película estadounidense en tener impresiones de lanzamiento realizadas con el proceso de imbibición de tinte de Technicolor hasta finales de la década de 1990.

## Estreno

### Cine
El padrino II se estrenó en la ciudad de Nueva York el 12 de diciembre de 1974 y en el resto de los Estados Unidos el 20 de diciembre de 1974.

### Versión casera
En 1975, Coppola creó The Godfather Saga exclusivamente para la televisión estadounidense combiando El padrino y El padrino II con imágenes no utilizadas de esas dos películas en una narración cronológica que atenuó el material violento, sexual y profano para su transmisión en NBC el 18 de febrero de 1977. En 1981, Paramount lanzó Godfather Epic, que también contaba la historia de las dos primeras películas en orden cronológico, nuevamente con escenas adicionales, pero esta vez sin omitir imágenes sensibles. En 1992, Coppola actualizó ese lanzamiento con una edición con imágenes de El padrino III y más material inédito. Esta edición para visualización en el hogar, bajo el título The Godfather Trilogy 1901–1980, tuvo una duración total de 583 minutos (9 horas, 43 minutos), sin incluir el documental extra de Jeff Werner sobre la realización de las películas, «The Godfather Family: A Look Inside».
The Godfather DVD Collection se lanzó el 9 de octubre de 2001 en un envoltorio que contenía las tres películas —cada una con una pista de comentarios de Coppola— y un disco extra que incluía un documental de 73 minutos de 1991 titulado The Godfather Family: A Look Inside y material extra sobre la película: las escenas adicionales incluidas originalmente en The Godfather Saga; Francis Coppola's Notebook, sobre un cuaderno que el director llevó consigo en todo momento durante la producción de la película; metraje de ensayos; un reportaje promocional de 1971; y segmentos de video sobre la cinematografía de Gordon Willis, la música de Nino Rota y Carmine Coppola, el director, las locaciones y los guiones de Mario Puzo. El DVD también contenía un árbol genealógico de los Corleone, una línea de tiempo del filme y imágenes de los discursos de aceptación de los premios Oscar.
La restauración fue confirmada por Francis Ford Coppola durante una sesión de preguntas y respuestas para El padrino III, cuando dijo que acababa de ver la nueva transferencia y que era «fantástica».

#### The Godfather: The Coppola Restoration
Después de una cuidadosa restauración de las dos primeras películas, las películas de El padrino se lanzaron en DVD y Blu-ray el 23 de septiembre de 2008, bajo el título The Godfather: The Coppola Restoration. El trabajo fue realizado por Robert A. Harris de Film Preserve. La edición en Blu-ray, de cuatro discos, incluye material extra de alta definición, que también está incluido en la edición en DVD, de cinco discos. Otros extras se tomaron del lanzamiento en DVD de 2001 de Paramount. Mientras que existen ligeras diferencias entre los extras reutilizados en las versiones de DVD y Blu-ray, la versión en HD es la que tiene tiene más contenido.

## Recepción

### Taquilla
El padrino II no superó en recaudación a la película original, pero en Estados Unidos y Canadá recaudó 47,5 millones de dólares. Fue la película más taquillera de Paramount Pictures en 1974 y fue la séptima película más taquillera en los Estados Unidos ese año. Según su distribuidor internacional, la película había recaudado 45,3 millones de dólares en el resto del mundo en 1994, alcanzando un total de 93 millones de dólares.

### Crítica
En un principio la respuesta de la crítica estuvo dividida, algunos descartaron la película y otros la declararon superior a la primera parte. Si bien su cinematografía y actuaciones fueron elogiadas de inmediato, muchos la criticaron por considerarla demasiado lenta y complicada. Vincent Canby vio la película como «cosida a partir de partes sobrantes. Habla. Se mueve a trancas pero no tiene mente propia... La trama desafía cualquier sinopsis racional». Stanley Kauffmann, de The New Republic, acusó a la historia de presentar «brechas y distensiones». Roger Ebert, levemente positivo, otorgó tres estrellas de cuatro y escribió que los flashbacks «le dan a Coppola la mayor dificultad para mantener su ritmo y fuerza narrativa. La historia de Michael, contada cronológicamente y sin el otro material, habría tenido un impacto realmente sustancial, pero Coppola evita que nos involucremos por completo rompiendo la tensión». Aunque elogió la actuación de Pacino y destacó a Coppola como «un maestro del estado de ánimo, la atmósfera y la época», Ebert consideró los cambios cronológicos de su narrativa «una debilidad estructural de la que la película nunca se recupera». Gene Siskel le dio a la película tres estrellas y media sobre cuatro y escribió que a veces era «tan hermosa, desgarradora y emocionante como la original. De hecho, El padrino II puede ser la la segunda mejor película de gángsters jamás realizada. Pero no es lo mismo. Las secuelas nunca pueden ser lo mismo. Es como verse obligado a ir a un funeral por segunda vez: las lágrimas no fluyen tan fácilmente».
La película se convirtió rápidamente en objeto de una revaluación crítica. Ya sea que se considere por separado o con su predecesora como una sola obra, El padrino II es ampliamente considerada como una de las mejores películas del cine mundial. Muchos críticos la comparan favorablemente con la original, aunque rara vez ocupa un lugar más alto en las listas de las «mejores» películas. Roger Ebert le otorgó retrospectivamente cuatro estrellas completas en una segunda reseña e incluyó la película en su sección grandes películas, señalando que «no cambiaría ni una palabra» de su reseña original, pero elogió la obra como «escrita de manera apasionante, dirigida con confianza y maestría, fotografiada por Gordon Willis en tonos ricos y cálidos». La conclusión de Michael Sragow en su ensayo de 2002, seleccionado para el sitio web del National Film Registry, es que «a pesar de que El padrino y El padrino II representan la derrota moral de una familia estadounidense, como una obra de arte pionera y gigantesca sigue siendo un triunfo nacional de la creatividad». En su reseña de la película de 2014, Peter Bradshaw, de The Guardian, escribió: «La asombrosamente ambiciosa precuela-secuela de Francis Coppola de su primera película de El padrino es tan apasionante como siempre. Es incluso mejor que la primera película y tiene la mejor escena final en historia de Hollywood, un verdadero golpe de cine».
El padrino II apareció en 1992 en la lista de los directores de Sight & Sound de las diez mejores películas de todos los tiempos (en el puesto número nueve) y 2002 (donde ocupó el puesto número dos; los críticos la colocaron en el número cuatro). En la lista de 2012 de la misma revista, la película ocupó el puesto 31 por la crítica y el 30 por los directores. En 2006, el Sindicato de Guionistas de Estados Unidos clasificó el guion de la película (escrito por Mario Puzo y Francis Ford Coppla) como el décimo mejor de la historia. Ocupó el puesto número siete en la lista de Entertainment Weekly de las «100 mejores películas de todos los tiempos» y el número uno en la lista de TV Guide de 1999 de las «50 mejores películas de todos los tiempos en televisión y video». The Village Voice clasificó a El padrino II en el puesto 31 en su lista de las 250 mejores películas del siglo en 1999, según una encuesta a críticos. En enero de 2002, la película (junto con El padrino) fue votada en el puesto 39 de la lista de las «100 películas esenciales de todos los tiempos» de la National Society of Film Critics. En 2017, ocupó el puesto número doce en la encuesta de lectores de la revista Empire de las 100 mejores películas. En una encuesta anterior realizada por la misma revista en 2008, ocupó el puesto diecinueve en la lista de las 500 mejores películas de todos los tiempos. En Rotten Tomatoes, tiene un índice de aprobación del 96 % basado en 114 reseñas, con una calificación promedio de 9,70/10. El consenso dice: «Basándose en las sólidas actuaciones de Al Pacino y Robert De Niro, la continuación de Francis Ford Coppola de la saga sobre la mafia de Mario Puzo estableció nuevos estándares para las secuelas que aún no se han igualados o roto». Metacritic, que utiliza un promedio ponderado, asignó a la película una puntuación de 90 sobre 100 basada en 18 críticos, lo que indica «aclamación universal». En 2015, ocupó el décimo lugar en la lista de las 100 mejores películas del siglo XXI de la BBC.
Muchos creen que la actuación de Pacino en El padrino II es uno de sus mejores trabajos como actor y la Academia de Artes y Ciencias Cinematográficas fue criticada por otorgar el Óscar al mejor actor de ese año a Art Carney por su papel en Harry y Tonto. Posteriormente se consideró una de las mejores actuaciones en la historia del cine. En 2006, la revista Premiere publicó su lista de «Las 100 mejores actuaciones de todos los tiempos», colocando la actuación de Pacino en el puesto número veinte. Más tarde, en 2009, Total Film publicó «Las 150 mejores actuaciones de todos los tiempos», colocando la actuación de Pacino en el cuarto lugar.

### Premios
Esta película es la primera secuela en ganar el Premio de la Academia a la mejor película. El padrino y El padrino II siguen siendo la única combinación original/secuela en ganar el premio a la mejor película. Junto con la de El Señor de los Anillos, la trilogía de El padrino comparte la distinción de que todas sus entregas fueron nominadas a mejor película; además, El padrino II y El Señor de los Anillos: el retorno del Rey son las únicas secuelas que ganaron el premio a mejor película.
| Premio                                                      | Categoría                                                  | Candidatos                                           | Resultado  |
| ----------------------------------------------------------- | ---------------------------------------------------------- | ---------------------------------------------------- | ---------- |
| 47.ª edición de los Premios Óscar                           | Mejor película                                             | Francis Ford Coppola, Gray Frederickson y Fred Roos  | Ganadores  |
| 47.ª edición de los Premios Óscar                           | Mejor director                                             | Francis Ford Coppola                                 | Ganador    |
| 47.ª edición de los Premios Óscar                           | Mejor actor                                                | Al Pacino                                            | Candidato  |
| 47.ª edición de los Premios Óscar                           | Mejor actor de reparto                                     | Robert De Niro                                       | Ganador    |
| 47.ª edición de los Premios Óscar                           | Mejor actor de reparto                                     | Michael V. Gazzo                                     | Candidato  |
| 47.ª edición de los Premios Óscar                           | Mejor actor de reparto                                     | Lee Strasberg                                        | Candidato  |
| 47.ª edición de los Premios Óscar                           | Mejor actriz de reparto                                    | Talia Shire                                          | Candidata  |
| 47.ª edición de los Premios Óscar                           | Mejor guion adaptado                                       | Francis Ford Coppola y Mario Puzo                    | Ganadores  |
| 47.ª edición de los Premios Óscar                           | Mejor diseño de producción                                 | Dean Tavoularis, Angelo P. Graham y George R. Nelson | Ganadores  |
| 47.ª edición de los Premios Óscar                           | Mejor diseño de vestuario                                  | Theadora Van Runkle                                  | Candidata  |
| 47.ª edición de los Premios Óscar                           | Mejor banda sonora original                                | Nino Rota y Carmine Coppola                          | Ganadores  |
| 29.ª edición de los premios BAFTA                           | Mejor actor                                                | Al Pacino (también por Tarde de perros)              | Ganador    |
| 29.ª edición de los premios BAFTA                           | Recién llegado más prometedor como protagonista en el cine | Robert De Niro                                       | Candidato  |
| 29.ª edición de los premios BAFTA                           | Mejor música original                                      | Nino Rota                                            | Candidato  |
| 29.ª edición de los premios BAFTA                           | Mejor montaje                                              | Peter Zinner, Barry Malkin y Richard Marks           | Candidatos |
| 27.ª edición de los Premios del Sindicato de Directores     | Mejor dirección                                            | Francis Ford Coppola                                 | Ganador    |
| 32.ª edición de los premios Globo de Oro                    | Mejor película dramática                                   | Mejor película dramática                             | Candidata  |
| 32.ª edición de los premios Globo de Oro                    | Mejor director                                             | Francis Ford Coppola                                 | Candidato  |
| 32.ª edición de los premios Globo de Oro                    | Mejor actor - Drama                                        | Al Pacino                                            | Candidato  |
| 32.ª edición de los premios Globo de Oro                    | Nueva estrella del año - Actor                             | Lee Strasberg                                        | Candidato  |
| 32.ª edición de los premios Globo de Oro                    | Mejor guion                                                | Francis Ford Coppola y Mario Puzo                    | Candidatos |
| 32.ª edición de los premios Globo de Oro                    | Mejor banda sonora                                         | Nino Rota                                            | Candidato  |
| 9.ª edición de los premios National Society of Film Critics | Mejor director                                             | Francis Ford Coppla                                  | Ganador    |
| 27.ª edición de los Premios WGA                             | Mejor guion adaptado                                       | Francis Ford Coppola y Mario Puzo                    | Ganadores  |

### Clasificaciones
| Publicación   | País | Lista                                    | Año  | Puesto |
| ------------- | ---- | ---------------------------------------- | ---- | ------ |
| Empire        | EUA  | Las 500 mejores películas de la historia | 2012 | 19     |
| Sight & Sound | UK   | Las 50 mejores películas de la historia  | 2012 | 31     |
| IMDb          | EUA  | Las mejores películas de la historia     | 2011 | 3      |
| AFI           | EUA  | Las 50 mejores películas de la historia  | 2007 | 32     |
| Variety       | EUA  | Las 100 mejores películas de la historia | 2022 | 19     |